# むれ源平 石あかりロード
むれ源平 石あかりロード（むれげんぺいいしあかりロード）とは、香川県高松市牟礼町で開催されているイベントである。

## 概要
高松市牟礼町は隣接する同市庵治町とともに「庵治石」の産地として知られている。2004年、高松市と合併前の木田郡牟礼町で町の活性化と地場産業の振興を目的に「むれ源平まちづくり協議会」が発足。町の特色である「源平史跡」と「石材産業」をコラボレーションしてPRすべく企画され、翌2005年より石とあかりのイベント「むれ源平石あかりロード」としてスタートした。史跡間の道に石あかり（石でできた照明）を設置し、ライトアップするとともに洲崎寺境内において落語やコンサートなどのイベントを開催している。国土交通省の日本風景街道に登録され、平成21年度手づくり郷土賞一般部門、香川県の第6回かがわ21世紀大賞等を受賞している。また、むれ源平石あかりロードの道路愛称標識が設置された。

## 会場周辺の史跡
駒立岩・祈り岩・洲崎寺・弓流しの跡、射落畠、総門がある。
- 駒立岩 - 那須与一が扇の的を射る際に馬をたたせたといわれる岩である。
- 祈り岩 - 那須与一が扇の的を射るまえに一心に祈ったといわれている岩である。
- 洲崎寺 - 源義経の身代わりとなり戦死した佐藤継信の菩提寺である。
- 射落畠 - 源義経の身代わりとなった佐藤継信が射落された所である。
- 総門 - 平氏が安徳天皇を奉じて六万寺を行在所とした際に海辺の防御のために構えた門である。

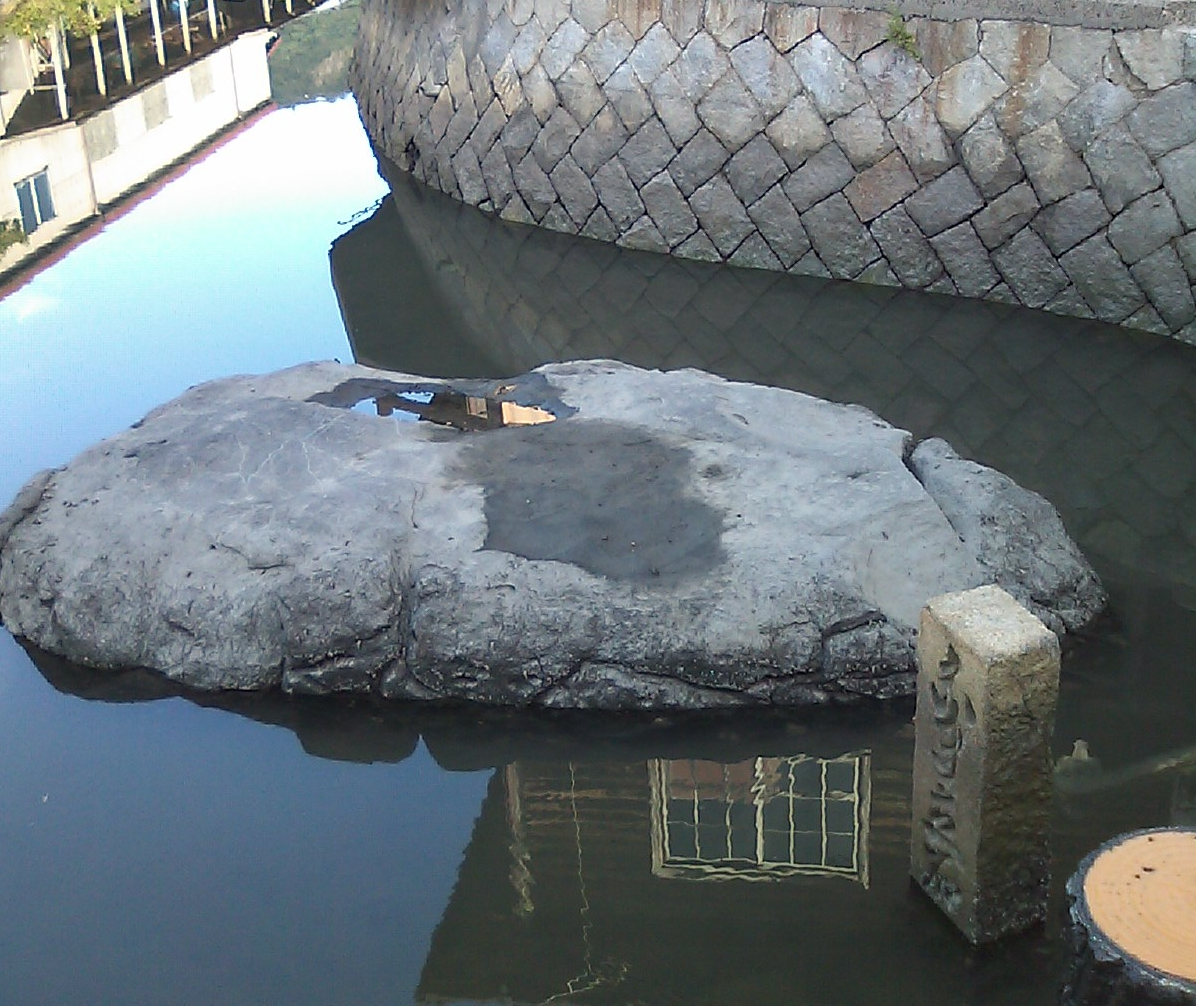
駒立岩
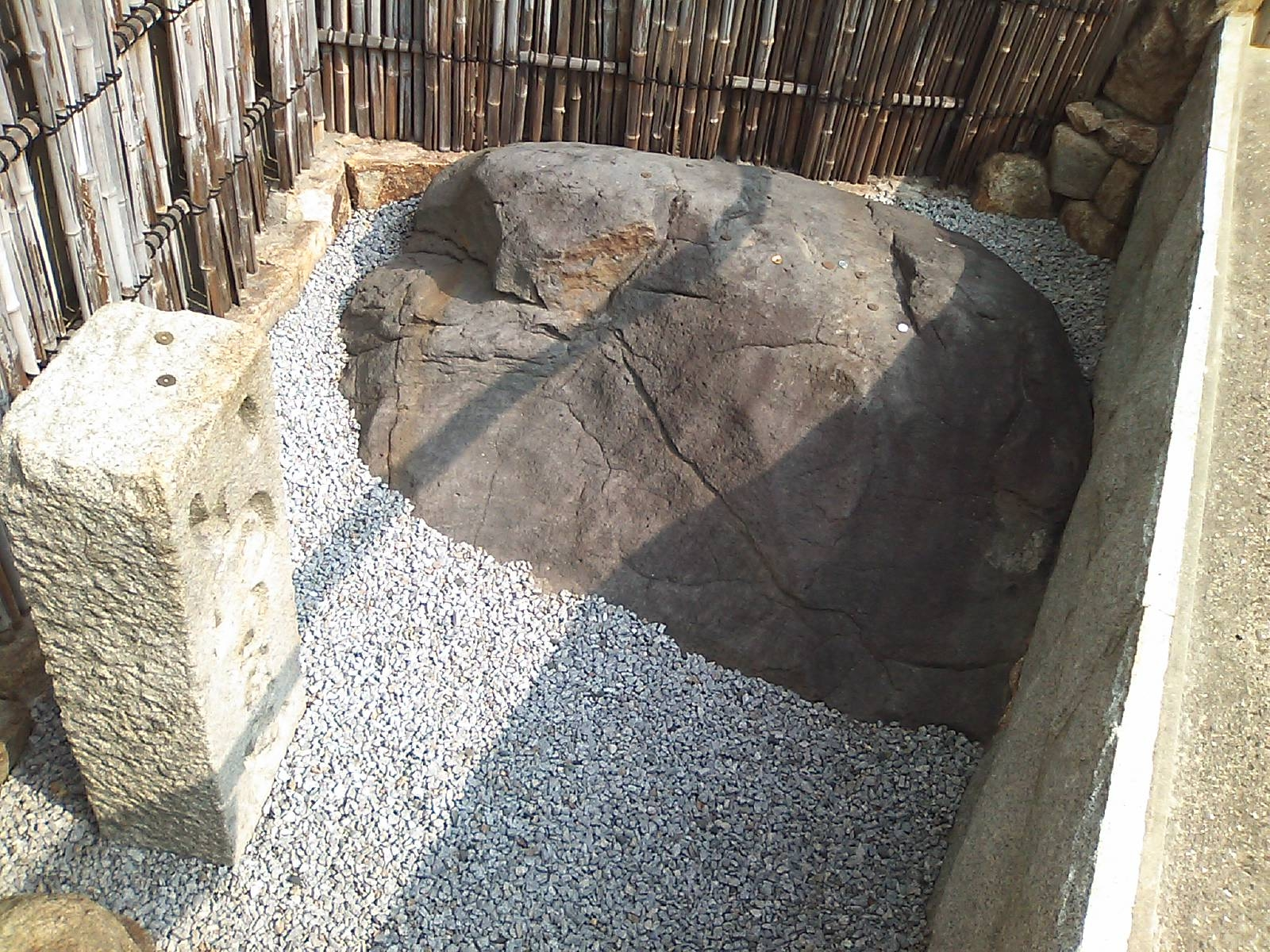
祈り岩
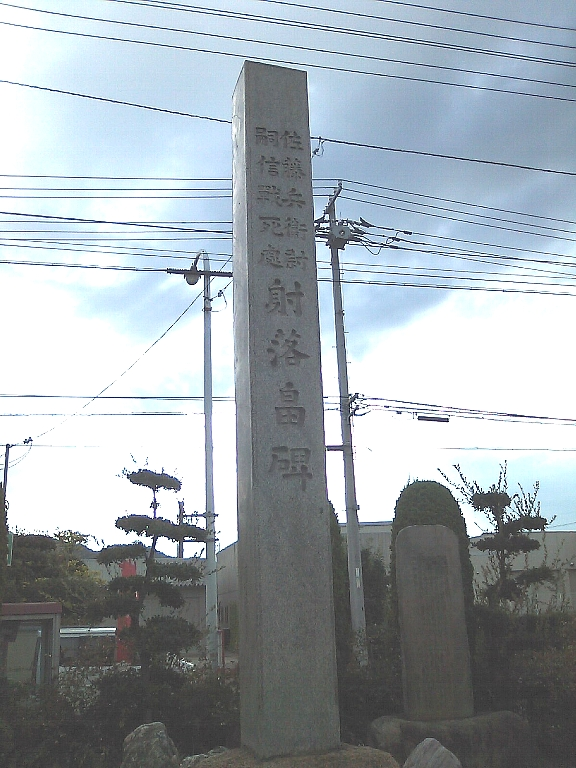
射落畠
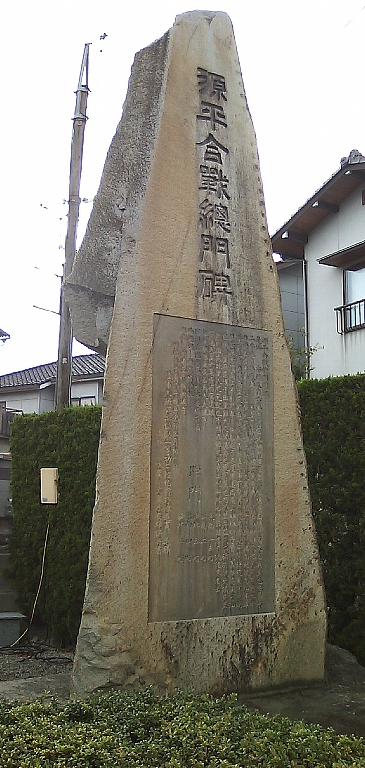
総門
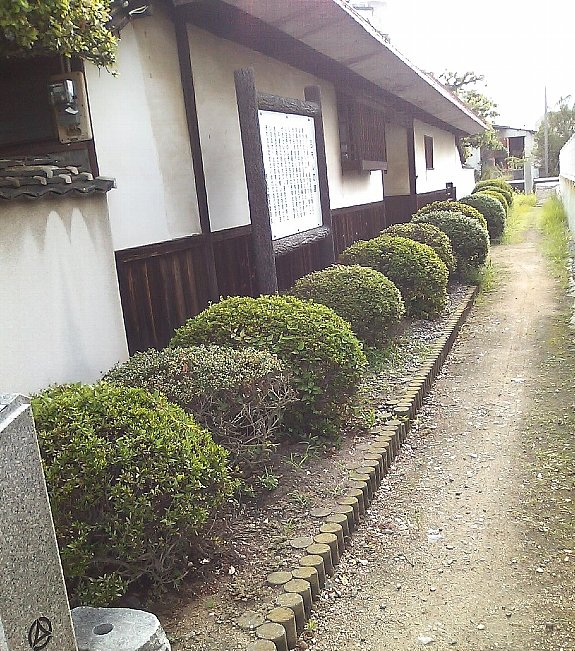
弓流し現状

## 主なイベント

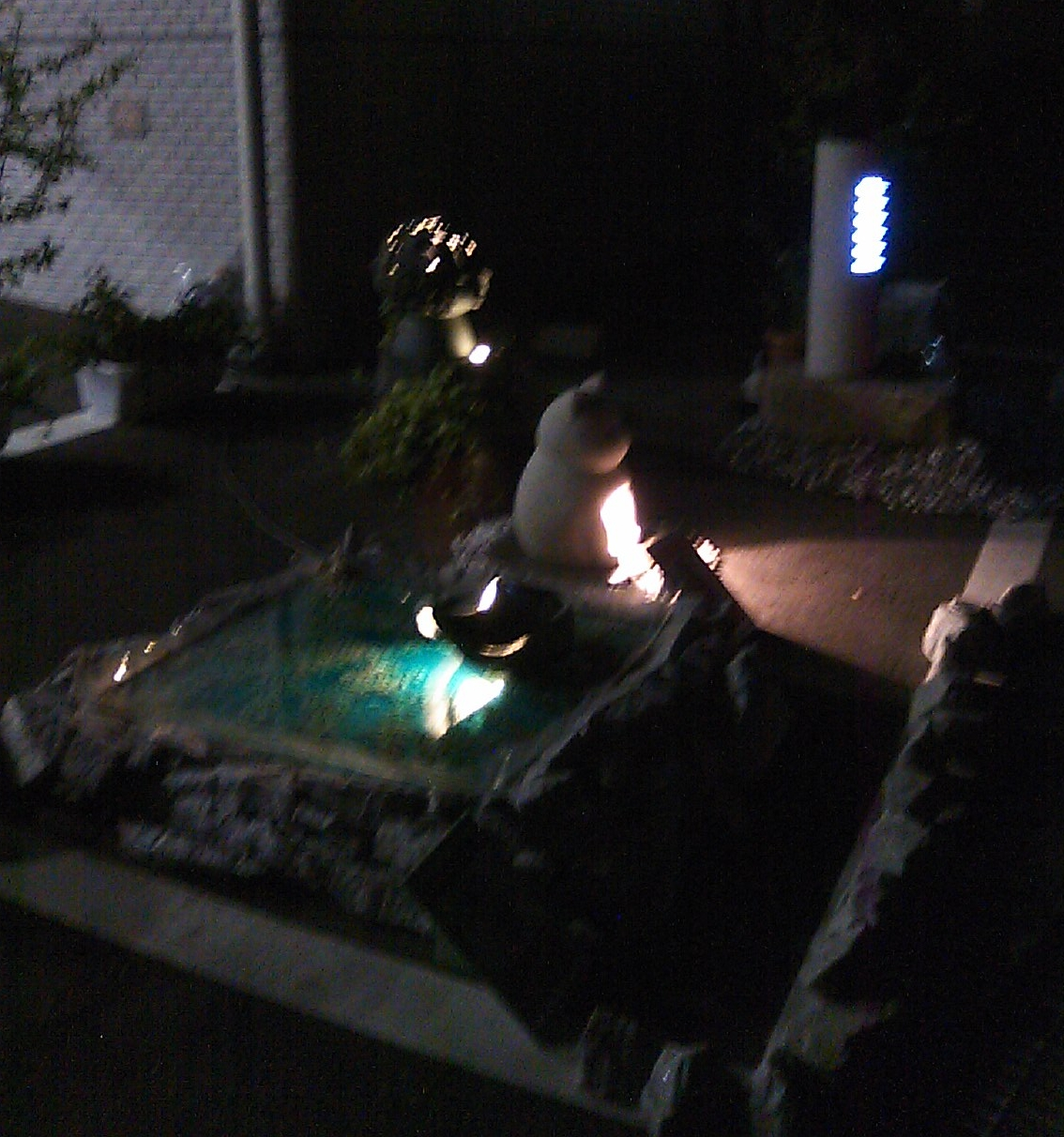
第六回展示

展示する石あかりについては事前にデザインを一般公募して製作し、「JAPAN石あかりコンテスト」として来場者の投票により優秀作品を選定している。石あかり鑑賞のためガイドツアーも行われている。2011年にはがんばろう日本チャリティ「石に願いを」が行われた。
洲崎寺では「石あかり月あかりライブat洲崎寺」として土佐琵琶、琴、津軽三味線などのコンサートや朗読、フラメンコなどのイベントが開催されている。
この他、石あかりロード開催前に史跡の一斉清掃が行われている。

## 沿革
- 2004年 - むれ源平まちづくり協議会が発足。
- 2005年 - 第1回開催（8月6日-10月1日）展示石あかり：101基
- 2006年 - 第2回開催（8月5日-8月7日）展示石あかり：169基
- 2007年 - 第3回開催（7月29日-9月22日） 展示石あかり：210基　日本風景街道に登録
- 2008年 - 第4回開催（8月2日-9月20日） 第6回かがわ21世紀大賞を受賞
- 2009年 - 第5回開催（8月1日-9月23日）
- 2010年 - 第6回開催（7月31日-9月20日）展示石あかり：200基　平成21年度手づくり郷土賞一般部門を受賞
- 2011年 - 第7回開催（7月30日-9月19日）
- 2012年 - 第8回開催（8月4日-9月17日）展示石あかり:173基
- 2013年 - 第9回開催（8月3日-9月16日）
- 2014年 - 第10回開催（8月9日-9月21日）
- 2015年 - 第11回開催（8月8日-9月19日）
- 2016年 - 第12回開催（8月6日-9月17日）[3]

## アクセス
- 高松琴平電気鉄道志度線八栗駅から徒歩約1分。

## ギャラリー

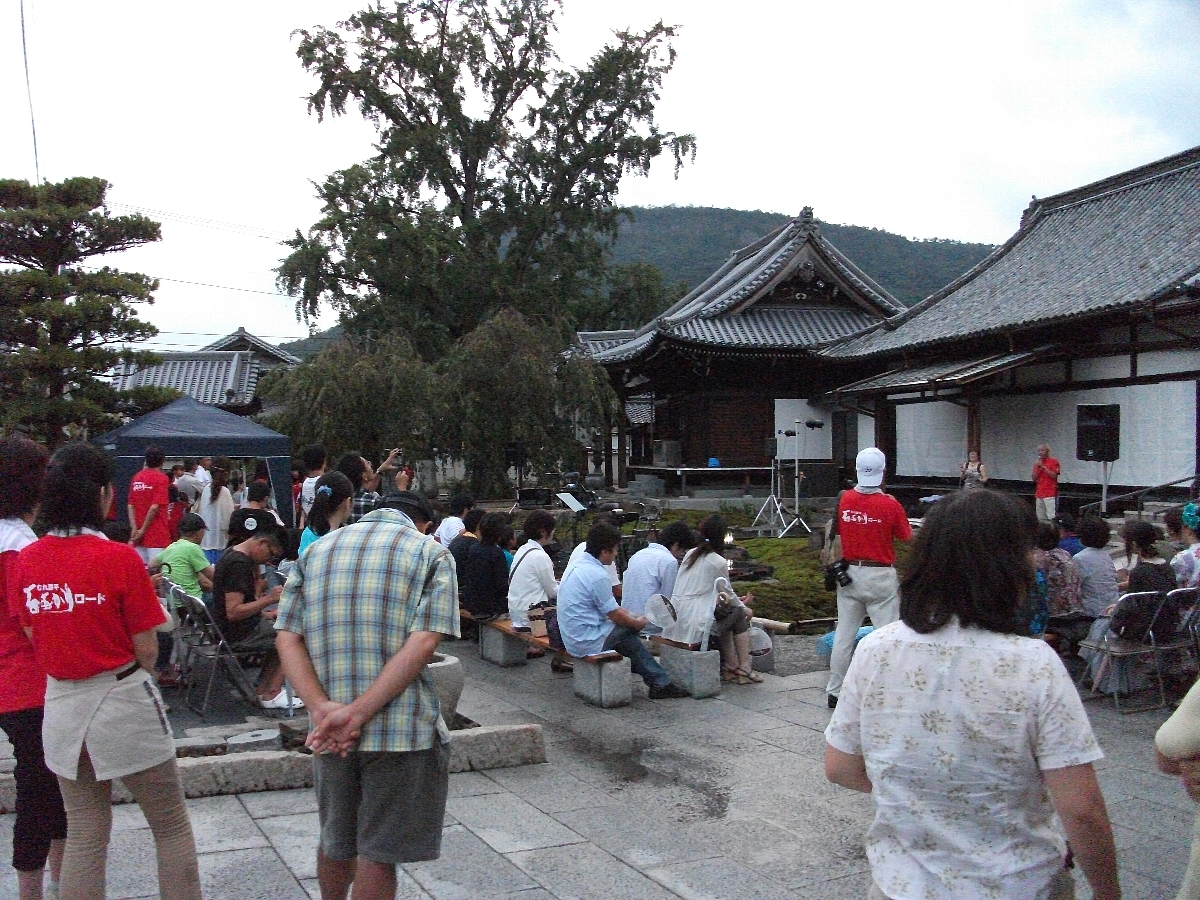
第七回オープニング
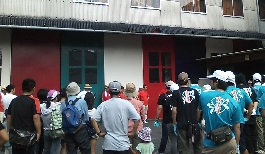
第八回開催前清掃
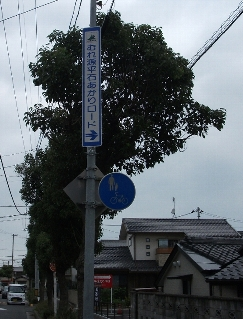
愛称名標識